# NGC 5396
NGC 5396 est une galaxie spirale barrée située dans la constellation des Chiens de chasse. Sa vitesse par rapport au fond diffus cosmologique est de 2 593 ± 15 km/s, ce qui correspond à une distance de Hubble de 38,3 ± 2,7 Mpc (∼125 millions d'al). NGC 5396 a été découverte par l'astronome germano-britannique William Herschel en 1784. Cette galaxie a aussi été observée par l'astronome britannique John Herschel le 15 mai 1830 et elle a été inscrite au New General Catalogue sous la cote NGC 5375.
La classe de luminosité de NGC 5396 est I-II et elle présente une large raie HI. De plus, c'est une galaxie du champ, c'est-à-dire qu'elle n'appartient pas à un amas ou un groupe et qu'elle est donc gravitationnellement isolée. Selon la base de données Simbad, NGC 5396 est une galaxie LINER, c'est-à-dire une galaxie dont le noyau présente un spectre d'émission caractérisé par de larges raies d'atomes faiblement ionisés.
À ce jour, six mesures non basées sur le décalage vers le rouge (redshift) donnent une distance de 39,383 ± 7,529 Mpc (∼128 millions d'al), ce qui est à l'intérieur des valeurs de la distance de Hubble.

## Supernova
La supernova SN 1989K a été découverte dans NGC 5396 le 23 novembre 1989 par les astronomes américaines Jean Mueller et C. Muller de l'observatoire Palomar. Cette supernova était de type II.